# Sovietul de miniștri al RSS Moldovenești
Sovietul de miniștri al Republicii Sovietice Socialiste Moldovenești (sau Guvernul RSS Moldovenești; în rusă Совет Министров Молдавской Советской Социалистической Республики, Совет Министров МССР) a fost principalul organ executiv și administrativ al puterii de stat în Republica Sovietică Socialistă Moldovenească, din 1946 și până la abolirea republicii.

## Atribuții
În conformitate cu Constituția RSSM, Sovietul de miniștri era format de către Sovietul Suprem al republicii unionale. Respectivul organ consta din președintele Sovietului de miniștri al RSSM, primul adjunct și vicepreședinții, miniștrii RSS Moldovenești și președinții comisiilor de stat. 
Sovietul de miniștri era responsabil și obligat să raporteze periodic cu privire la activitatea sa, în fața Sovietului Suprem al RSS Moldovenești, iar în perioada dintre sesiuni față de Prezidiul Sovietului Suprem al RSSM. De assemenea, era obligat să demisioneze în prima sesiune al nou alesului soviet.
Competența Sovietului de miniștri al RSS Moldovenești includea toate aspectele administrației publice, date în jurisdicția RSS Moldovenești.
Sovietul de miniștri al RSS Moldovenești era obligat de a emite decrete și ordine, pe baza și în conformitate cu actele legislative ale URSS și RSS Moldovenești. Deciziile și hotărârile Sovietului de miniștri al RSSM erau obligatorii pe întreg teritoriul RSS Moldovenești.
Sediul Sovietului de miniștri era situat într-o clădire construită în 1964 în piața centrală a orașului, de către arhitectul S.D. Fridlin, pe locul Episcopiei Basarabiei. După 1991, clădirea găzduiește Guvernul Republicii Moldova.

## Președinți ai Sovietului de miniștri al RSS Moldovenești
- Nicolae Coval (17 aprilie 1945 – 18 iulie 1946)
- Gherasim Rudi (18 iulie 1946 – 23 ianuarie 1958)
- Alexandru Diordiță (23 ianuarie 1958 – 15 aprilie 1970)
- Gheorghe Anstosiac (interimat) (15 aprilie – 24 aprilie 1970)
- Petru Pascari (24 aprilie 1970 – 1 septembrie 1976)
- Semion Grossu (1 septembrie 1976 – 31 decembrie 1980)
- Ivan Ustian (31 decembrie 1980 – 24 decembrie 1985)
- Ivan Calin (24 decembrie 1985 – 10 ianuarie 1990)
- Petru Pascari (10 ianuarie 1990 – 24 mai 1990)
- Mircea Snegur (interimat) (24 mai – 25 mai 1990)
- Mircea Druc (25 mai 1990 – 23 mai 1991)

## Vezi și
- Sovietul Suprem al RSS Moldovenești
- Guvernul Republicii Moldova – organul executiv care a succedat Sovietul de miniștri al RSSM.

## Legături externe
- ru Высшие органы государственной власти Молдавской ССР